# Aura Lolita Chavez Ixcaquic

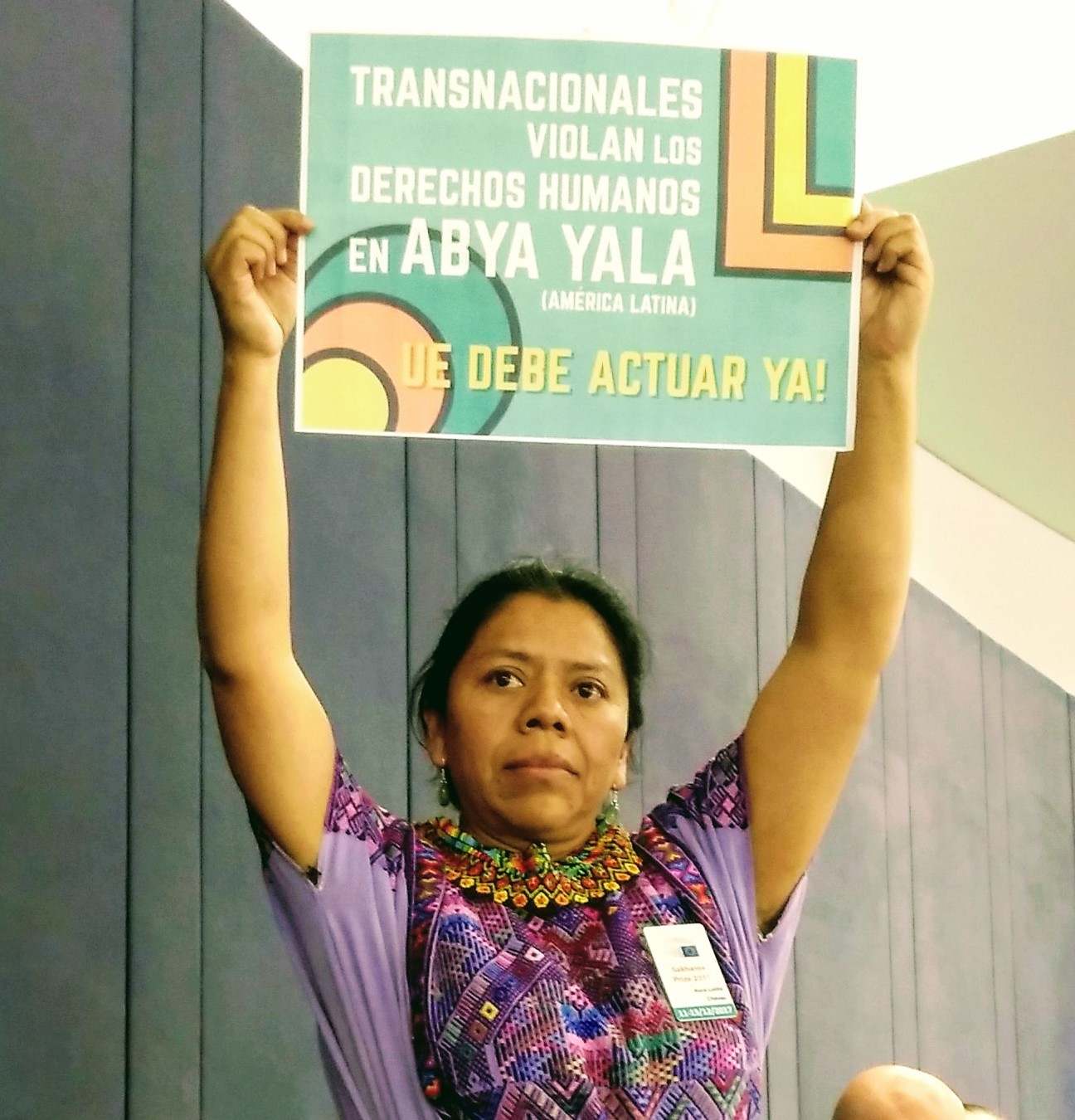
Aura Lolita Chavez Ixcaquic im Europäischen Parlament (2017) mit dem Aufruf „Transnacionales violan los Derechos Humanos en Abya Yala. UE debe actuar ya!“ (zu Deutsch: „Transnationale Unternehmen verletzen die Menschenrechte in Abya Yala. Die EU muss jetzt handeln!“)

Aura Lolita Chavez Ixcaquic, bekannt vor allem als Lolita, (* 1972) ist eine guatemaltekische Lehrerin sowie Frauenrechts-, Umwelt- und Menschenrechts-Aktivistin. Sie ist Mitglied und Vorsitzende des Rates des Quiché-Volkes für die Verteidigung des Lebens, der Mutter, der Erde und Gebiete (Consejo de Pueblos K’iche’ por la Defensa de la Vida, Madre Naturaleza, Tierra y Territorio, CPK). Dieser setzt sich für die Verteidigung und Selbstbestimmung der Gebiete der Quiché und anderer indigener Bevölkerungen in Guatemala ein. Sie engagiert sich im Kampf gegen multinationale Unternehmen (Minenprojekte, Agroindustrie, Ölförderung, illegaler Holzschlag). Als Vertreterin des „feminismo comunitario indígena“ setzt sich Chávez auch gegen die Unterdrückung und für die Rechte der Frauen ein.
Aufgrund ihrer Arbeit als Aktivistin erhielt sie, wie auch andere Mitglieder des CPK, mehrfach Morddrohungen. Ein CPK-Mitglied wurde 2012 ermordet. Die Interamerikanische Kommission für Menschenrechte (CIDH) wies den guatemaltekischen Staats bereits 2005 an Maßnahmen zum Schutz von Chavez einzuleiten, was jedoch unterblieb. Seit Juni 2017 lebt Chavez aus eigenem Schutz in Spanien.
Die Fraktion der Grünen/EFA im Europäischen Parlament nominierte Chavez 2017 für den Sacharow-Preis.